# Robert Stromberg
Robert Stromberg (nacido en 1965) es un artista estadounidense especializado en efectos especiales, diseño de producción y dirección de cine. En los extensos créditos de Stromberg, se incluyen grandes éxitos de taquilla como Avatar, de James Cameron, Alicia en el país de las maravillas de Tim Burton y, más recientemente, Oz the Great and Powerful, de Sam Raimi. Tiene dos Premios Óscar por su dirección de arte. Hizo su debut como director en el 2014 en la película de Disney Maléfica, interpretada por Angelina Jolie; fue una reinvención de la icónica villana de Disney de la película animada La bella durmiente.

## Vida personal
Stromberg es el tío de los miembros de Emblem3, Keaton Stromberg y Wesley Stromberg.

## Filmografía notable
| Año  | Película                            | Papel                   |
| ---- | ----------------------------------- | ----------------------- |
| 2016 | The BFG                             | Diseñador de Producción |
| 2014 | Maléfica                            | Director                |
| 2013 | Oz the Great and Powerful           | Diseñador de producción |
| 2012 | Los juegos del hambre               | Artista conceptual      |
| 2010 | Alicia en el país de las maravillas | Diseñador de producción |
| 2009 | Avatar                              | Diseñador de producción |

## Premios y distinciones
Óscar
| Año  | Categoría                 | Película                                        | Resultado |
| ---- | ------------------------- | ----------------------------------------------- | --------- |
| 2004 | Mejores efectos visuales  | Master and Commander: The Far Side of the World | Nominado  |
| 2010 | Mejor dirección artística | Avatar                                          | Nominado  |
| 2011 | Mejor dirección artística | Alice in Wonderland                             | Ganador   |